# Scopula (planta)
Scopula é um género botânico pertencente à família das orquídeas (Orchidaceae).